# Stanisław Kielan (profesor)
Stanisław Kielan (ur. 3 listopada 1915 w Warszawie, zm. 10 października 1975 tamże) – polski inżynier elektronik, nauczyciel akademicki, członek Komitetu Elektroniki i Telekomunikacji PAN, dyrektor Instytutu Maszyn Matematycznych w Warszawie (1966–1971), profesor nadzwyczajny i rektor Wyższej Szkoły Inżynierskiej w Bydgoszczy (1971–1974).

## Życiorys
Urodził się 3 listopada 1915 r. w Warszawie w rodzinie robotniczej. W 1933 r. ukończył I Państwowe Gimnazjum i Liceum im. Stefana Batorego w Warszawie, następnie w latach 1936–1939 studiował w Szkole Głównej Handlowej. W 1939 r. ukończył radiotechnikę na Politechnice Warszawskiej. W latach 1945–1951 był profesorem w Szkole Inżynierskiej im. Wawelberga i Rotwanda. Od 1950 do 1963 r. pracował jako kontraktowy pracownik naukowo-dydaktyczny w Wieczorowej Szkole Inżynierskiej w Warszawie.
W 1955 r. otrzymał tytuł zastępcy profesora, a w 1957 r. Centralna Komisja Kwalifikacyjna dla Pracowników Nauki przyznała mu tytuł naukowy docenta. W 1962 r. Rada Państwa nadała mu tytuł profesora nadzwyczajnego w Przemysłowym Instytucie Telekomunikacji w Warszawie. W Instytucie tym był zatrudniony w latach 1963–1966. 1 sierpnia 1966 r. Przewodniczący Komitetu Nauki i Techniki mianował go samodzielnym pracownikiem naukowo-badawczym i powołał na stanowisko dyrektora Instytutu Maszyn Matematycznych w Warszawie. Stanowisko to zajmował do września 1971 r.
1 października 1971 r. został profesorem nadzwyczajnym w Wyższej Szkole Inżynierskiej im. Jana i Jędrzeja Śniadeckich w Bydgoszczy, zaś minister oświaty i szkolnictwa wyższego powołał go na stanowisko rektora tej uczelni na okres od 1971 do 1974 roku. W latach 1973–1974 prof. Kielan kierował również Zespołem Elektroniki Przemysłowej i Automatyki na Wydziale Elektroniki i Elektrotechniki WSI w Bydgoszczy. Był zwolennikiem i realizatorem koncepcji połączenia Wyższej Szkoły Inżynierskiej z bydgoską Filią Akademii Rolniczej w Poznaniu, co ostatecznie nastąpiło w 1974 roku. Brał czynny udział w tworzeniu ośrodka szkół wyższych w Bydgoszczy-Fordonie. W latach 70. był przewodniczącym Rady Naukowej przy Urzędzie Wojewódzkim w Bydgoszczy.
Zmarł 10 października 1975 r. w Warszawie i został pochowany na cmentarzu Bródnowskim (kwatera 30E-6-5).

### Działalność naukowa i społeczna

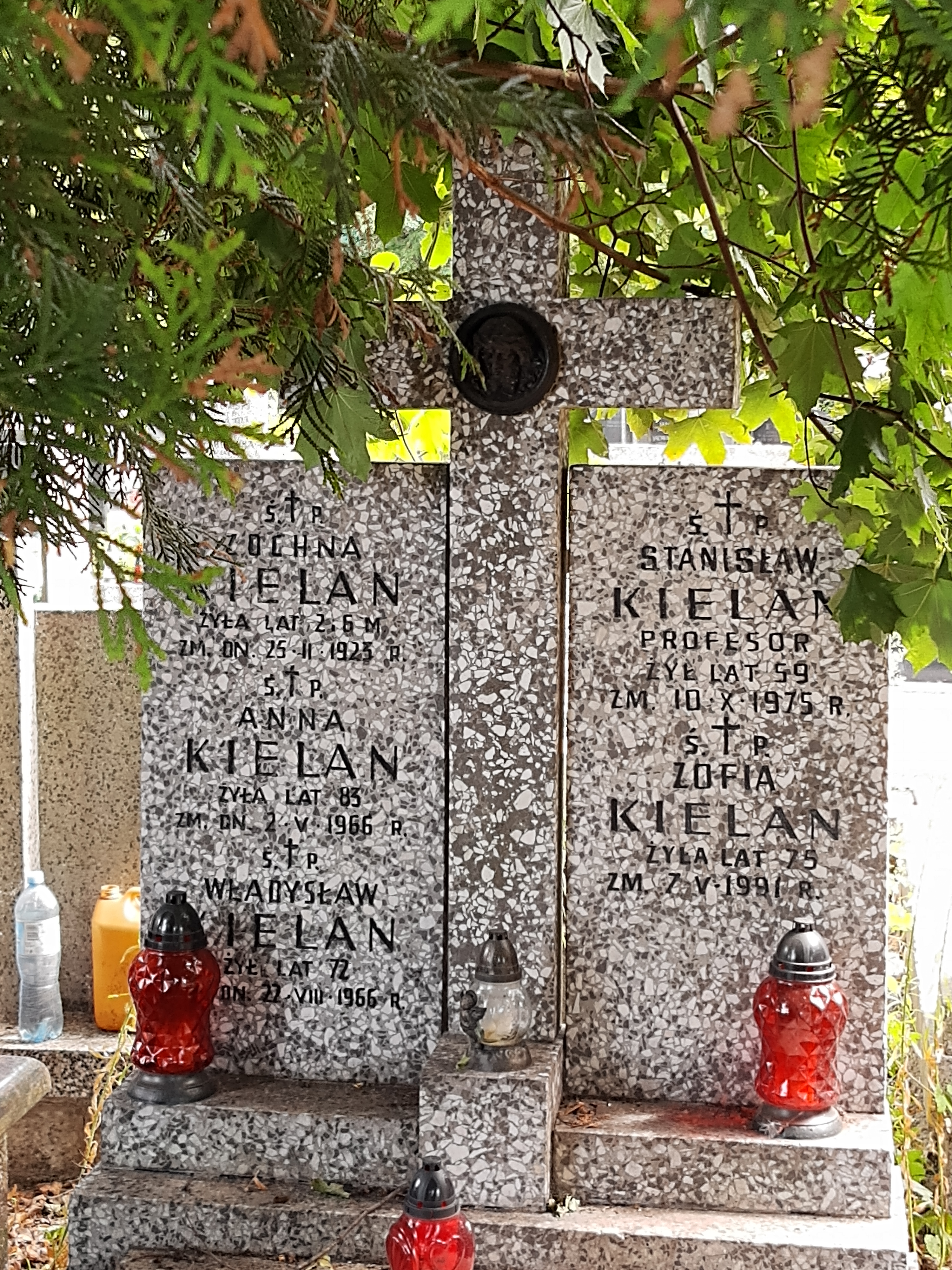
Grób prof. Stanisława Kielana na cmentarzu Bródnowskim

Był członkiem Komitetu Elektroniki i Telekomunikacji PAN, Stowarzyszenia Elektryków Polskich (wiceprezes Zarządu Oddziału Warszawskiego). Pełnił funkcję Pełnomocnika Rządu do spraw Elektronicznej Techniki Obliczeniowej. Był redaktorem naczelnym wydawnictw Przemysłowego Instytutu Telekomunikacji: „Prace PIT”, „Postępy Radiotechniki” oraz członkiem Komitetu Redakcyjnego „Wiadomości Telekomunikacyjnych”.

## Rodzina
Stanisław Kielan był żonaty. Miał dwoje dzieci.

## Odznaczenia i nagrody
- Order Sztandaru Pracy II klasy
- Krzyż Oficerski Orderu Odrodzenia Polski
- Złoty Krzyż Zasługi
- Medal 10-lecia Polski Ludowej
- Srebrny Medal „Za zasługi dla obronności kraju”
- Złota Odznaka „Zasłużony Pracownik Łączności”
- Złota Odznaka NOT
- Srebrna Odznaka NOT
- Odznaka Honorowa „Za szczególne zasługi dla Rozwoju Województwa Bydgoskiego”
- Odznaka honorowa „Budowniczy Wrocławia”
- Nagroda Państwowa I stopnia
- Nagroda Ministra Obrony Narodowej I stopnia